# Национални парк Џигме Дорџи
Национални парк Џигме Дорџи, назван по бутанском краљу Џигме Дорџи Вангчуку, други је по величини национални парк у Бутану. Заузима скоро читаву област Гаса, као и северне делове округа Тимбу, Паро, Пунакха и Вангдуе Похдранг. Основан је 1974. године и простире се на површини од 4.316 , чиме обухвата све три климатске зоне Бутана, у висинском распону од 1.400 до преко 7.000 метара. Око 6.500 људи у 1.000 домаћинстава живи у парку, а издржава се од пољопривреде и сточарства.

## Флора и фауна
Парк представља уточиште за 37 познатих врста сисара, укључујући и неколико угрожених, као што су такин, снежни леопард, облачасти леопард, бенгалски тигар и барал или хималајска плава овца, црни мошусни јелен, месечев медвед, црвена панда, азијски дивљи пас. То је такође дом индијског леопарда, хималајског серова, самбарског јелена, мутњака, горала, мрмота, пике и преко 300 врста птица. То је уједно и једини национални парк у Бутану у коме национална животиња (такин), цвеће (плави мак), птица (гавран) и дрво (чемпрес) живе заједно.

## Глечери
Национални парк Џигме Дорџи покрива највећи део округа Гаса, укључујући и групе селе Лунана и Лаја. Ове групе села су поприште неких од најзначајнијих и несигурних глечера у Бутану. Ови глечери су знатно одмрзнути током забележене историје и данас изазивају смртоносне поплаве из глацијалних језера. Међу главним глечерима националног парка су Торторми, Лугје и Тери Канг. Како годишња доба дозвољавају, привремени логори радника бораве и раде у парку како би смањили ниво воде и претњу од поплава.